# Zjednoczone Królestwo Portugalii, Brazylii i Algarve
Zjednoczone Królestwo Portugalii, Brazylii i Algarve (port. Reino Unido de Portugal, Brasil e Algarves) – historyczna monarchia składająca się z Portugalii, Brazylii i Algarve. Powstało, gdy portugalski król Jan VI przeniósł się w 1808 roku do Brazylii w czasie wojny z Francją Napoleona Bonaparte. Stolicą królestwa było Rio de Janeiro.
Niestabilność w Europie doprowadziła znaczną część kolonii hiszpańskich do ogłoszenia w tym czasie niepodległości. W 1822 regent brazylijski Pedro, syn Jana VI ogłosił wzorem sąsiadów niezależność od Portugalii i obwołał się cesarzem brazylijskim, przybierając imię Piotr I. Oznaczało to koniec Zjednoczonego Królestwa Portugalii, Brazylii i Algarve.

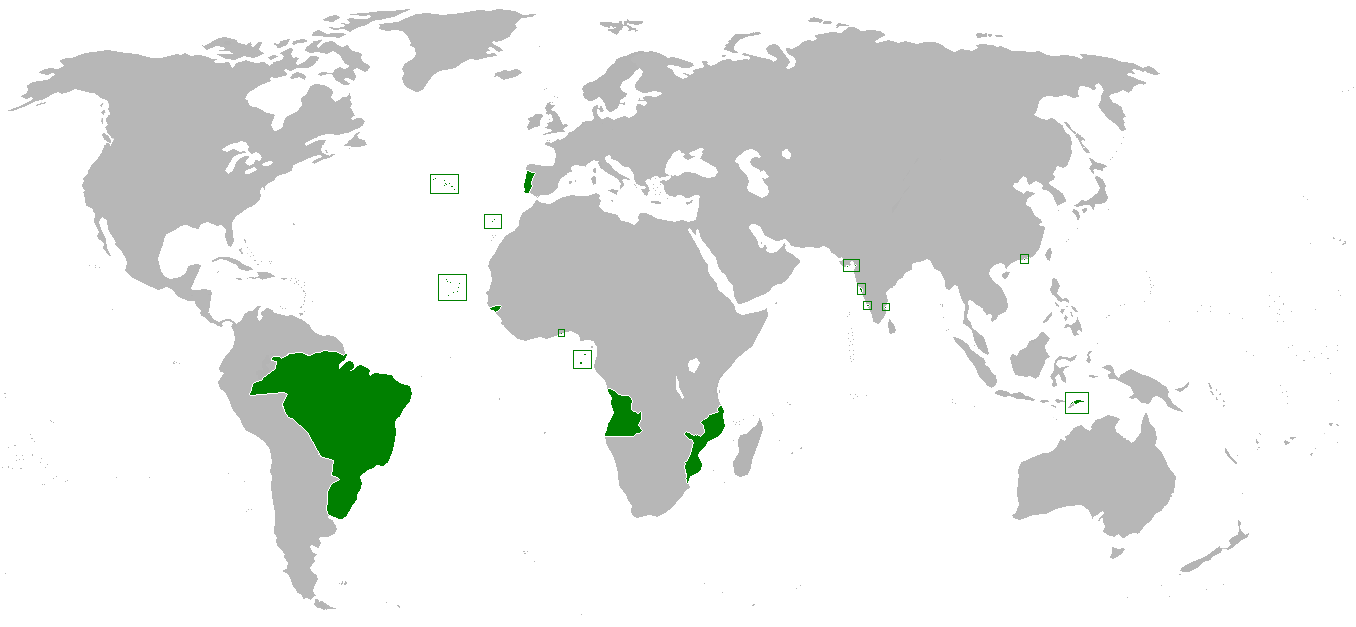